# Championnat de France féminin de football 1989-1990
Navigation
Édition précédente Édition suivante
Le Division 1 1989-1990  est la 16e édition du Championnat de France féminin de football. Le premier niveau national du championnat féminin oppose trente clubs français répartis dans trois groupes de dix équipes, en une série de dix-huit rencontres jouées durant la saison de football. Les deux meilleures équipes de chaque groupe et les deux meilleures troisièmes sont qualifiées pour les quarts de finale de la compétition. La phase finale consiste en trois tours de confrontations directes en aller-retour, à l’exception de la finale qui se joue sur un seul match. Les deux dernières places de chaque groupe du championnat sont synonymes de relégation en division inférieure.
Lors de l'exercice précédent, le RC Paillade, le Grenoble FF, l'ESTC Poitiers, l'AC Cambrésien, l'AO Boranaise et le SPO Rouen, ont gagné le droit d'évoluer à ce niveau après avoir remporté leurs compétitions régionales respectives.
À l'issue de la saison, le VGA Saint-Maur décroche le sixième titre de champion de France de son histoire en battant en finale le Poissy JSF sur le score de trois buts à zéro. Dans le bas du classement, l'UFF Besançon, le FCF Balma, l'ESTC Poitiers, l'AO Boranaise et le SPO Rouen, sont relégués en division inférieure. L'US Montfaucon est quant à lui relégué pour des raisons administrative, sauvant ainsi la place de l'US Orléans, avant-dernier du même groupe.

## Participants
Ces tableaux présentent les trente équipes qualifiées pour disputer le championnat 1989-1990. On y trouve le nom des clubs, la date de création du club, l'année de la dernière montée au sein de l'élite, leur classement de la saison précédente, le nom des stades ainsi que la capacité de ces derniers.
Le championnat comprend trois groupes de dix équipes.
Légende des couleurs
- Champion de Division 1 la saison précédente.
- Promu de division inférieure.

| \| OS Monaco FC Lyon RCF Mâcon UFF Besançon Caluire SCSC Toulouse OAC Toulouse OM FCF Balma RC Paillade Grenoble FF \| Localisation des clubs engagés dans le groupe A du championnat. |
| OS Monaco FC Lyon RCF Mâcon UFF Besançon Caluire SCSC Toulouse OAC Toulouse OM FCF Balma RC Paillade Grenoble FF                                                                       |

| Nom du club  | Date de création | Dernière montée | Classement 1988-1989 | Stade                   | Capacité | Vict. |
| ------------ | ---------------- | --------------- | -------------------- | ----------------------- | -------- | ----- |
| OS Monaco    | -                | 1985            | 1 (Gr. B)            | -                       | -        | /     |
| FC Lyon      | 1970             | 1978            | 2 (Gr. B)            | Plaine de Gerland       | 2 200    | /     |
| RCF Mâcon    | 1984             | 1986            | 3 (Gr. B)            | Stade Pierre Guérin     | -        | /     |
| UFF Besançon | -                | 1988            | 4 (Gr. B)            | -                       | -        | /     |
| Caluire SCSC | 1968             | 1976            | 5 (Gr. B)            | Stade Terre des Lièvres | -        | /     |
| Toulouse OM  | -                | 1983            | 6 (Gr. B)            | -                       | -        | /     |
| Toulouse OAC | 1980             | 1988            | 7 (Gr. B)            | Stade de la Ramée       | 3 000    | /     |
| FCF Balma    | -                | 1980            | 8 (Gr. B)            | Stade Clément Ader      | 3 000    | /     |
| RC Paillade  | -                | 1989            | Div. Inf.            | Stade Jules Rimet       | -        | /     |
| Grenoble FF  | 1983             | 1989            | Div. Inf.            | -                       | -        | /     |

| \| Saint-Brieuc SC ASJ Soyaux Paris SG Stade quimperois Tours EC US Montfaucon US Orléans Saint-Herblain OC FCF Condéen ESTC Poitiers \| Localisation des clubs engagés dans le groupe B du championnat. |
| Saint-Brieuc SC ASJ Soyaux Paris SG Stade quimperois Tours EC US Montfaucon US Orléans Saint-Herblain OC FCF Condéen ESTC Poitiers                                                                       |

| Nom du club       | Date de création | Dernière montée | Classement 1988-1989 | Stade                               | Capacité | Vict. |
| ----------------- | ---------------- | --------------- | -------------------- | ----------------------------------- | -------- | ----- |
| Saint-Brieuc SC   | 1973             | -               | 2 (Gr. C)            | Stade Fred-Aubert                   | 13 500   | 1     |
| ASJ Soyaux        | 1968             | -               | 3 (Gr. C)            | Stade Léo-Lagrange                  | 400      | 1     |
| Paris SG          | 1971             | 1979            | 4 (Gr. A)            | Stade Georges Lefevre               | 3 500    | /     |
| Stade quimpérois  | 1971             | 1975            | 4 (Gr. C)            | Stade de Kerhuel                    | 2 040    | /     |
| Tours EC          | -                | 1983            | 5 (Gr. C)            | Stade de la Vallée du Cher (Annexe) | -        | /     |
| US Montfaucon     | -                | 1980            | 6 (Gr. C)            | -                                   | -        | /     |
| US Orléans        | -                | 1980            | 6 (Gr. A)            | -                                   | -        | /     |
| Saint-Herblain OC | 1973             | 1983            | 7 (Gr. C)            | Stade Val de Chézine                | 300      | /     |
| FCF Condéen       | 1978             | 1981            | 8 (Gr. C)            | Stade Robert Gossart                | -        | /     |
| ESTC Poitiers     | 1970             | 1989            | Div. Inf.            | Stade Jean-Luc Gaboreau             | -        | /     |

| \| VGA Saint-Maur FCF Hénin-Beaumont Poissy JSF I FCF Juvisy ASPTT Strasbourg0 USO Bruay-la-Buissière Entente Saint-Pierraise AC Cambrésien AO Boranaise SPO Rouen \| Localisation des clubs engagés dans le groupe C du championnat. |
| VGA Saint-Maur FCF Hénin-Beaumont Poissy JSF I FCF Juvisy ASPTT Strasbourg0 USO Bruay-la-Buissière Entente Saint-Pierraise AC Cambrésien AO Boranaise SPO Rouen                                                                       |

| Nom du club             | Date de création | Dernière montée | Classement 1988-1989 | Stade                  | Capacité | Vict. |
| ----------------------- | ---------------- | --------------- | -------------------- | ---------------------- | -------- | ----- |
| VGA Saint-Maur          | 1968             | -               | 1 (Gr. C)            | Stade Adolphe-Chéron   | -        | 5     |
| FCF Hénin-Beaumont      | 1972             | -               | 1 (Gr. A)            | Stade Octave-Birembaut | 3 000    | /     |
| Poissy JSF              | -                | 1983            | 2 (Gr. A)            | -                      | -        | /     |
| FCF Juvisy              | 1971             | 1986            | 3 (Gr. A)            | Stade Georges Maquin   | 2 000    | /     |
| ASPTT Strasbourg        | -                | 1984            | 5 (Gr. A)            | -                      | -        | /     |
| USO Bruay-la-Buissière  | 1977             | 1987            | 7 (Gr. A)            | Complexe Léo Lagrange  | -        | /     |
| Entente Saint-Pierraise | -                | 1988            | 8 (Gr. A)            | Stade Gérard Dyel      | -        | /     |
| AC Cambrésien           | -                | 1989            | Div. Inf.            | -                      | -        | /     |
| AO Boranaise            | -                | 1989            | Div. Inf.            | Stade Municipal        | -        | /     |
| SPO Rouen               | -                | 1989            | Div. Inf.            | -                      | -        | /     |

## Compétition

### Classement
Le classement est calculé avec le barème de points suivant : une victoire vaut deux points, le match nul un et la défaite zéro.
Critères appliqués pour départager en cas d'égalité au classement :
1. classement aux points des matchs joués entre les clubs ex æquo ;
2. différence entre les buts marqués et les buts concédés par chacun d’eux au cours des matchs qui les ont opposés ;
3. différence entre les buts marqués et les buts concédés sur la totalité des matchs joués dans le championnat ;
4. plus grand nombre de buts marqués sur la totalité des matchs joués dans le championnat ;
5. en cas de nouvelle égalité, une rencontre supplémentaire aura lieu sur terrain neutre avec, éventuellement, l’épreuve des tirs au but.

Classement du Groupe A
| Rang | Équipe        | Pts | J  | G  | N | P  | Bp | Bc | Diff |
| ---- | ------------- | --- | -- | -- | - | -- | -- | -- | ---- |
| 1    | FC Lyon       | 30  | 16 | 15 | 0 | 1  | 72 | 17 | +55  |
| 2    | OS Monaco     | 21  | 16 | 10 | 1 | 5  | 36 | 26 | +10  |
| 3    | Toulouse OM   | 20  | 16 | 8  | 4 | 4  | 27 | 23 | +4   |
| 4    | RCF Mâcon     | 17  | 16 | 6  | 5 | 5  | 24 | 30 | -6   |
| 5    | Caluire SCSC  | 12  | 16 | 4  | 4 | 8  | 16 | 28 | -12  |
| 6    | Toulouse OAC  | 12  | 16 | 3  | 6 | 7  | 17 | 30 | -13  |
| 7    | RC Paillade P | 12  | 16 | 5  | 2 | 9  | 24 | 41 | -17  |
| 8    | Grenoble FF P | 11  | 16 | 4  | 3 | 9  | 28 | 33 | -5   |
| 9    | UFF Besançon  | 9   | 16 | 3  | 3 | 10 | 24 | 40 | -16  |
| 10   | FCF Balma     | 0   | 0  | 0  | 0 | 0  | 0  | 0  | 0    |

|  | Qualifié pour les quarts de finale de la compétition.                                                                                              |
|  | Relégué en division inférieure. |
|  | P Promu de division inférieure. Pts points ; G victoires ; N match nuls ; P défaites Bp buts marqués ; Bc buts encaissés ; Diff différence de buts |

Classement du Groupe B
| Rang | Équipe            | Pts | J  | G  | N | P  | Bp | Bc | Diff |
| ---- | ----------------- | --- | -- | -- | - | -- | -- | -- | ---- |
| 1    | US Montfaucon     | 26  | 18 | 9  | 8 | 1  | 37 | 15 | +22  |
| 2    | Saint-Brieuc SC T | 25  | 18 | 11 | 3 | 4  | 48 | 17 | +31  |
| 3    | ASJ Soyaux        | 24  | 18 | 8  | 8 | 2  | 22 | 14 | +8   |
| 4    | FCF Condéen       | 24  | 18 | 10 | 4 | 4  | 32 | 16 | +16  |
| 5    | Tours EC          | 22  | 18 | 8  | 6 | 4  | 29 | 20 | +9   |
| 6    | Paris SG          | 18  | 18 | 7  | 4 | 7  | 27 | 24 | +3   |
| 7    | Stade quimperois  | 18  | 18 | 5  | 8 | 5  | 22 | 22 | 0    |
| 8    | Saint-Herblain OC | 10  | 18 | 3  | 4 | 11 | 17 | 37 | -20  |
| 9    | US Orléans        | 10  | 18 | 1  | 8 | 9  | 14 | 36 | -22  |
| 10   | ESTC Poitiers P   | 3   | 18 | 0  | 3 | 15 | 11 | 58 | -47  |

|  | Qualifié pour les quarts de finale de la compétition. |
|  | Relégué en division inférieure. |
|  | T Tenant du titre. P Promu de division inférieure. Pts points ; G victoires ; N match nuls ; P défaites Bp buts marqués ; Bc buts encaissés ; Diff différence de buts |

Classement du Groupe C
| Rang | Équipe                  | Pts | J  | G  | N | P  | Bp | Bc | Diff |
| ---- | ----------------------- | --- | -- | -- | - | -- | -- | -- | ---- |
| 1    | FCF Juvisy              | 29  | 18 | 13 | 3 | 2  | 43 | 7  | +36  |
| 2    | VGA Saint-Maur          | 28  | 18 | 12 | 4 | 2  | 50 | 11 | +39  |
| 3    | Poissy JSF              | 26  | 18 | 11 | 4 | 3  | 44 | 17 | +27  |
| 4    | FCF Hénin-Beaumont      | 25  | 18 | 10 | 5 | 3  | 37 | 14 | +23  |
| 5    | ASPTT Strasbourg        | 18  | 18 | 8  | 2 | 8  | 41 | 37 | +4   |
| 6    | USO Bruay-la-Buissière  | 16  | 18 | 7  | 2 | 9  | 23 | 35 | -12  |
| 7    | Entente Saint-Pierraise | 13  | 18 | 5  | 3 | 10 | 24 | 39 | -15  |
| 8    | AC Cambrésien P         | 13  | 18 | 4  | 5 | 9  | 25 | 38 | -13  |
| 9    | AO Boranaise P          | 12  | 18 | 5  | 2 | 11 | 20 | 37 | -17  |
| 10   | SPO Rouen P             | 0   | 18 | 0  | 0 | 18 | 12 | 84 | -72  |

|  | Qualifié pour les quarts de finale de la compétition.                                                                                              |
|  | Relégué en division inférieure. |
|  | P Promu de division inférieure. Pts points ; G victoires ; N match nuls ; P défaites Bp buts marqués ; Bc buts encaissés ; Diff différence de buts |

Nota :
1. ↑  Le FCF Balma déclare forfait au début de la saison.
2. 1 2  À la fin de la saison, l'US Montfaucon est rétrogradé administrativement, l'US Orléans se maintient donc une saison de plus dans l'élite.

### Résultats
Groupe A
Source : Erik Garin et Hervé Morard, « France - List of Women Final Tables », sur rsssf.com
| Résultats (▼dom., ►ext.)                                   | Bes | Gre | Lyo | Mâc | Mon | Pai | Cal | Tou | Tou | Bal |
| UFF Besançon                                               |     | 1-1 | 3-4 | 0-1 | 3-4 | 0-1 | 4-0 | 1-3 | 4-2 |     |
| Grenoble FF                                                | 1-1 |     | 2-4 | 3-0 | 1-3 | 1-2 | 4-1 | 0-2 | 0-1 |     |
| FC Lyon                                                    | 6-0 | 3-1 |     | 8-2 | 3-1 | 5-0 | 4-1 | 5-1 | 6-0 |     |
| RCF Mâcon                                                  | 5-1 | 2-2 | 2-6 |     | 0-0 | 2-0 | 0-1 | 1-0 | 0-0 |     |
| OS Monaco                                                  | 5-1 | 3-2 | 1-5 | 5-1 |     | 2-0 | 2-1 | 3-1 | 0-1 |     |
| RC Paillade                                                | 1-2 | 3-5 | 0-9 | 0-2 | 4-1 |     | 4-1 | 2-3 | 4-2 |     |
| Caluire SCSC                                               | 0-0 | 3-1 | 0-1 | 1-2 | 2-1 | 1-1 |     | 0-0 | 3-1 |     |
| Toulouse OM                                                | 4-2 | 2-1 | 1-0 | 2-2 | 1-3 | 4-1 | 2-0 |     | 0-0 |     |
| Toulouse OAC                                               | 2-1 | 2-3 | 2-3 | 1-1 | 0-2 | 1-1 | 1-1 | 1-1 |     |     |
| FCF Balma                                                  |     |     |     |     |     |     |     |     |     |     |
| - Victoire à domicile - Match nul - Victoire à l'extérieur |     |     |     |     |     |     |     |     |     |     |

Groupe B
| Résultats (▼dom., ►ext.)                                   | Con                                                          | Mon                                                          | Orl                                                          | Par                                                          | Poi                                                          | S-B                                                          | S-H                                                          | Soy                                                          | Qui                                                          | Tou                                                          |
| FCF Condéen                                                | Aucune donnée connue à ce jour, votre aide est la bienvenue. | Aucune donnée connue à ce jour, votre aide est la bienvenue. | Aucune donnée connue à ce jour, votre aide est la bienvenue. | Aucune donnée connue à ce jour, votre aide est la bienvenue. | Aucune donnée connue à ce jour, votre aide est la bienvenue. | Aucune donnée connue à ce jour, votre aide est la bienvenue. | Aucune donnée connue à ce jour, votre aide est la bienvenue. | Aucune donnée connue à ce jour, votre aide est la bienvenue. | Aucune donnée connue à ce jour, votre aide est la bienvenue. | Aucune donnée connue à ce jour, votre aide est la bienvenue. |
| US Montfaucon                                              | Aucune donnée connue à ce jour, votre aide est la bienvenue. | Aucune donnée connue à ce jour, votre aide est la bienvenue. | Aucune donnée connue à ce jour, votre aide est la bienvenue. | Aucune donnée connue à ce jour, votre aide est la bienvenue. | Aucune donnée connue à ce jour, votre aide est la bienvenue. | Aucune donnée connue à ce jour, votre aide est la bienvenue. | Aucune donnée connue à ce jour, votre aide est la bienvenue. | Aucune donnée connue à ce jour, votre aide est la bienvenue. | Aucune donnée connue à ce jour, votre aide est la bienvenue. | Aucune donnée connue à ce jour, votre aide est la bienvenue. |
| US Orléans                                                 | Aucune donnée connue à ce jour, votre aide est la bienvenue. | Aucune donnée connue à ce jour, votre aide est la bienvenue. | Aucune donnée connue à ce jour, votre aide est la bienvenue. | Aucune donnée connue à ce jour, votre aide est la bienvenue. | Aucune donnée connue à ce jour, votre aide est la bienvenue. | Aucune donnée connue à ce jour, votre aide est la bienvenue. | Aucune donnée connue à ce jour, votre aide est la bienvenue. | Aucune donnée connue à ce jour, votre aide est la bienvenue. | Aucune donnée connue à ce jour, votre aide est la bienvenue. | Aucune donnée connue à ce jour, votre aide est la bienvenue. |
| Paris SG                                                   | Aucune donnée connue à ce jour, votre aide est la bienvenue. | Aucune donnée connue à ce jour, votre aide est la bienvenue. | Aucune donnée connue à ce jour, votre aide est la bienvenue. | Aucune donnée connue à ce jour, votre aide est la bienvenue. | Aucune donnée connue à ce jour, votre aide est la bienvenue. | Aucune donnée connue à ce jour, votre aide est la bienvenue. | Aucune donnée connue à ce jour, votre aide est la bienvenue. | Aucune donnée connue à ce jour, votre aide est la bienvenue. | Aucune donnée connue à ce jour, votre aide est la bienvenue. | Aucune donnée connue à ce jour, votre aide est la bienvenue. |
| ESTC Poitiers                                              | Aucune donnée connue à ce jour, votre aide est la bienvenue. | Aucune donnée connue à ce jour, votre aide est la bienvenue. | Aucune donnée connue à ce jour, votre aide est la bienvenue. | Aucune donnée connue à ce jour, votre aide est la bienvenue. | Aucune donnée connue à ce jour, votre aide est la bienvenue. | Aucune donnée connue à ce jour, votre aide est la bienvenue. | Aucune donnée connue à ce jour, votre aide est la bienvenue. | Aucune donnée connue à ce jour, votre aide est la bienvenue. | Aucune donnée connue à ce jour, votre aide est la bienvenue. | Aucune donnée connue à ce jour, votre aide est la bienvenue. |
| Saint-Brieuc SC                                            | Aucune donnée connue à ce jour, votre aide est la bienvenue. | Aucune donnée connue à ce jour, votre aide est la bienvenue. | Aucune donnée connue à ce jour, votre aide est la bienvenue. | Aucune donnée connue à ce jour, votre aide est la bienvenue. | Aucune donnée connue à ce jour, votre aide est la bienvenue. | Aucune donnée connue à ce jour, votre aide est la bienvenue. | Aucune donnée connue à ce jour, votre aide est la bienvenue. | Aucune donnée connue à ce jour, votre aide est la bienvenue. | Aucune donnée connue à ce jour, votre aide est la bienvenue. | Aucune donnée connue à ce jour, votre aide est la bienvenue. |
| Saint-Herblain OC                                          | Aucune donnée connue à ce jour, votre aide est la bienvenue. | Aucune donnée connue à ce jour, votre aide est la bienvenue. | Aucune donnée connue à ce jour, votre aide est la bienvenue. | Aucune donnée connue à ce jour, votre aide est la bienvenue. | Aucune donnée connue à ce jour, votre aide est la bienvenue. | Aucune donnée connue à ce jour, votre aide est la bienvenue. | Aucune donnée connue à ce jour, votre aide est la bienvenue. | Aucune donnée connue à ce jour, votre aide est la bienvenue. | Aucune donnée connue à ce jour, votre aide est la bienvenue. | Aucune donnée connue à ce jour, votre aide est la bienvenue. |
| ASJ Soyaux                                                 | Aucune donnée connue à ce jour, votre aide est la bienvenue. | Aucune donnée connue à ce jour, votre aide est la bienvenue. | Aucune donnée connue à ce jour, votre aide est la bienvenue. | Aucune donnée connue à ce jour, votre aide est la bienvenue. | Aucune donnée connue à ce jour, votre aide est la bienvenue. | Aucune donnée connue à ce jour, votre aide est la bienvenue. | Aucune donnée connue à ce jour, votre aide est la bienvenue. | Aucune donnée connue à ce jour, votre aide est la bienvenue. | Aucune donnée connue à ce jour, votre aide est la bienvenue. | Aucune donnée connue à ce jour, votre aide est la bienvenue. |
| Stade quimperois                                           | Aucune donnée connue à ce jour, votre aide est la bienvenue. | Aucune donnée connue à ce jour, votre aide est la bienvenue. | Aucune donnée connue à ce jour, votre aide est la bienvenue. | Aucune donnée connue à ce jour, votre aide est la bienvenue. | Aucune donnée connue à ce jour, votre aide est la bienvenue. | Aucune donnée connue à ce jour, votre aide est la bienvenue. | Aucune donnée connue à ce jour, votre aide est la bienvenue. | Aucune donnée connue à ce jour, votre aide est la bienvenue. | Aucune donnée connue à ce jour, votre aide est la bienvenue. | Aucune donnée connue à ce jour, votre aide est la bienvenue. |
| Tours EC                                                   | Aucune donnée connue à ce jour, votre aide est la bienvenue. | Aucune donnée connue à ce jour, votre aide est la bienvenue. | Aucune donnée connue à ce jour, votre aide est la bienvenue. | Aucune donnée connue à ce jour, votre aide est la bienvenue. | Aucune donnée connue à ce jour, votre aide est la bienvenue. | Aucune donnée connue à ce jour, votre aide est la bienvenue. | Aucune donnée connue à ce jour, votre aide est la bienvenue. | Aucune donnée connue à ce jour, votre aide est la bienvenue. | Aucune donnée connue à ce jour, votre aide est la bienvenue. | Aucune donnée connue à ce jour, votre aide est la bienvenue. |
| - Victoire à domicile - Match nul - Victoire à l'extérieur |                                                              |                                                              |                                                              |                                                              |                                                              |                                                              |                                                              |                                                              |                                                              |                                                              |

Groupe C
| Résultats (▼dom., ►ext.)                                   | Bor                                                          | Bru                                                          | Cam                                                          | Hén                                                          | Juv                                                          | Poi                                                          | Rou                                                          | S-M                                                          | S-P                                                          | Str                                                          |
| AO Boranaise                                               | Aucune donnée connue à ce jour, votre aide est la bienvenue. | Aucune donnée connue à ce jour, votre aide est la bienvenue. | Aucune donnée connue à ce jour, votre aide est la bienvenue. | Aucune donnée connue à ce jour, votre aide est la bienvenue. | Aucune donnée connue à ce jour, votre aide est la bienvenue. | Aucune donnée connue à ce jour, votre aide est la bienvenue. | Aucune donnée connue à ce jour, votre aide est la bienvenue. | Aucune donnée connue à ce jour, votre aide est la bienvenue. | Aucune donnée connue à ce jour, votre aide est la bienvenue. | Aucune donnée connue à ce jour, votre aide est la bienvenue. |
| USO Bruay-la-Buissière                                     | Aucune donnée connue à ce jour, votre aide est la bienvenue. | Aucune donnée connue à ce jour, votre aide est la bienvenue. | Aucune donnée connue à ce jour, votre aide est la bienvenue. | Aucune donnée connue à ce jour, votre aide est la bienvenue. | Aucune donnée connue à ce jour, votre aide est la bienvenue. | Aucune donnée connue à ce jour, votre aide est la bienvenue. | Aucune donnée connue à ce jour, votre aide est la bienvenue. | Aucune donnée connue à ce jour, votre aide est la bienvenue. | Aucune donnée connue à ce jour, votre aide est la bienvenue. | Aucune donnée connue à ce jour, votre aide est la bienvenue. |
| AC Cambrésien                                              | Aucune donnée connue à ce jour, votre aide est la bienvenue. | Aucune donnée connue à ce jour, votre aide est la bienvenue. | Aucune donnée connue à ce jour, votre aide est la bienvenue. | Aucune donnée connue à ce jour, votre aide est la bienvenue. | Aucune donnée connue à ce jour, votre aide est la bienvenue. | Aucune donnée connue à ce jour, votre aide est la bienvenue. | Aucune donnée connue à ce jour, votre aide est la bienvenue. | Aucune donnée connue à ce jour, votre aide est la bienvenue. | Aucune donnée connue à ce jour, votre aide est la bienvenue. | Aucune donnée connue à ce jour, votre aide est la bienvenue. |
| FCF Hénin-Beaumont                                         | Aucune donnée connue à ce jour, votre aide est la bienvenue. | Aucune donnée connue à ce jour, votre aide est la bienvenue. | Aucune donnée connue à ce jour, votre aide est la bienvenue. | Aucune donnée connue à ce jour, votre aide est la bienvenue. | Aucune donnée connue à ce jour, votre aide est la bienvenue. | Aucune donnée connue à ce jour, votre aide est la bienvenue. | Aucune donnée connue à ce jour, votre aide est la bienvenue. | Aucune donnée connue à ce jour, votre aide est la bienvenue. | Aucune donnée connue à ce jour, votre aide est la bienvenue. | Aucune donnée connue à ce jour, votre aide est la bienvenue. |
| FCF Juvisy                                                 | Aucune donnée connue à ce jour, votre aide est la bienvenue. | Aucune donnée connue à ce jour, votre aide est la bienvenue. | Aucune donnée connue à ce jour, votre aide est la bienvenue. | Aucune donnée connue à ce jour, votre aide est la bienvenue. | Aucune donnée connue à ce jour, votre aide est la bienvenue. | Aucune donnée connue à ce jour, votre aide est la bienvenue. | Aucune donnée connue à ce jour, votre aide est la bienvenue. | Aucune donnée connue à ce jour, votre aide est la bienvenue. | Aucune donnée connue à ce jour, votre aide est la bienvenue. | Aucune donnée connue à ce jour, votre aide est la bienvenue. |
| Poissy JSF                                                 | Aucune donnée connue à ce jour, votre aide est la bienvenue. | Aucune donnée connue à ce jour, votre aide est la bienvenue. | Aucune donnée connue à ce jour, votre aide est la bienvenue. | Aucune donnée connue à ce jour, votre aide est la bienvenue. | Aucune donnée connue à ce jour, votre aide est la bienvenue. | Aucune donnée connue à ce jour, votre aide est la bienvenue. | Aucune donnée connue à ce jour, votre aide est la bienvenue. | Aucune donnée connue à ce jour, votre aide est la bienvenue. | Aucune donnée connue à ce jour, votre aide est la bienvenue. | Aucune donnée connue à ce jour, votre aide est la bienvenue. |
| SPO Rouen                                                  | Aucune donnée connue à ce jour, votre aide est la bienvenue. | Aucune donnée connue à ce jour, votre aide est la bienvenue. | Aucune donnée connue à ce jour, votre aide est la bienvenue. | Aucune donnée connue à ce jour, votre aide est la bienvenue. | Aucune donnée connue à ce jour, votre aide est la bienvenue. | Aucune donnée connue à ce jour, votre aide est la bienvenue. | Aucune donnée connue à ce jour, votre aide est la bienvenue. | Aucune donnée connue à ce jour, votre aide est la bienvenue. | Aucune donnée connue à ce jour, votre aide est la bienvenue. | Aucune donnée connue à ce jour, votre aide est la bienvenue. |
| VGA Saint-Maur                                             | Aucune donnée connue à ce jour, votre aide est la bienvenue. | Aucune donnée connue à ce jour, votre aide est la bienvenue. | Aucune donnée connue à ce jour, votre aide est la bienvenue. | Aucune donnée connue à ce jour, votre aide est la bienvenue. | Aucune donnée connue à ce jour, votre aide est la bienvenue. | Aucune donnée connue à ce jour, votre aide est la bienvenue. | Aucune donnée connue à ce jour, votre aide est la bienvenue. | Aucune donnée connue à ce jour, votre aide est la bienvenue. | Aucune donnée connue à ce jour, votre aide est la bienvenue. | Aucune donnée connue à ce jour, votre aide est la bienvenue. |
| Entente Saint-Pierraise                                    | Aucune donnée connue à ce jour, votre aide est la bienvenue. | Aucune donnée connue à ce jour, votre aide est la bienvenue. | Aucune donnée connue à ce jour, votre aide est la bienvenue. | Aucune donnée connue à ce jour, votre aide est la bienvenue. | Aucune donnée connue à ce jour, votre aide est la bienvenue. | Aucune donnée connue à ce jour, votre aide est la bienvenue. | Aucune donnée connue à ce jour, votre aide est la bienvenue. | Aucune donnée connue à ce jour, votre aide est la bienvenue. | Aucune donnée connue à ce jour, votre aide est la bienvenue. | Aucune donnée connue à ce jour, votre aide est la bienvenue. |
| ASPTT Strasbourg                                           | Aucune donnée connue à ce jour, votre aide est la bienvenue. | Aucune donnée connue à ce jour, votre aide est la bienvenue. | Aucune donnée connue à ce jour, votre aide est la bienvenue. | Aucune donnée connue à ce jour, votre aide est la bienvenue. | Aucune donnée connue à ce jour, votre aide est la bienvenue. | Aucune donnée connue à ce jour, votre aide est la bienvenue. | Aucune donnée connue à ce jour, votre aide est la bienvenue. | Aucune donnée connue à ce jour, votre aide est la bienvenue. | Aucune donnée connue à ce jour, votre aide est la bienvenue. | Aucune donnée connue à ce jour, votre aide est la bienvenue. |
| - Victoire à domicile - Match nul - Victoire à l'extérieur |                                                              |                                                              |                                                              |                                                              |                                                              |                                                              |                                                              |                                                              |                                                              |                                                              |

### Phase finale
Source : Erik Garin et Hervé Morard, « France - List of Women Final Tables », sur rsssf.com
|  | Quarts de finale | Quarts de finale | Quarts de finale | Quarts de finale |                |                | Demi-finales | Demi-finales | Demi-finales | Demi-finales |  |  | Finale  | Finale | Finale | Finale |
|  |                  |                  |                  |                  |                |                |              |              |              |              |  |  |         |        |        |        |
|  |                  |                  |                  |                  |                |                |              |              |              |              |  |  | Clamecy |        |        |        |
|  |                  |                  |                  |                  |                |                |              |              |              |              |  |  |         |        |        |        |
|  | 1er gr.C         | FCF Juvisy       | 3                | 2                |                |                |              |              |              |              |  |  |         |        |        |        |
|  | 1er gr.C         | FCF Juvisy       | 3                | 2                |                |                |              |              |              |              |  |  |         |        |        |        |
|  | 2e gr.A          | OS Monaco        | 0                | 0                |                |                |              |              |              |              |  |  |         |        |        |        |
|  | 2e gr.A          | OS Monaco        | 0                | 0                | FCF Juvisy     | FCF Juvisy     | 0            | 1            |              |              |  |  |         |        |        |        |
|  |                  |                  |                  |                  | FCF Juvisy     | FCF Juvisy     | 0            | 1            |              |              |  |  |         |        |        |        |
|  |                  |                  | VGA Saint-Maur   | VGA Saint-Maur   | 1              | 3              |              |              |              |              |  |  |         |        |        |        |
|  | 2e gr.B          | Saint-Brieuc SC  | VGA Saint-Maur   | VGA Saint-Maur   | 1              | 3              | 1            | 1            |              |              |  |  |         |        |        |        |
|  | 2e gr.B          | Saint-Brieuc SC  |                  |                  |                |                |              | 1            |              |              |  |  |         |        |        |        |
|  | 2e gr.C          | VGA Saint-Maur   | 1                | 3                |                |                |              |              |              |              |  |  |         |        |        |        |
|  | 2e gr.C          | VGA Saint-Maur   | 1                | 3                | VGA Saint-Maur | VGA Saint-Maur | 3            | 3            |              |              |  |  |         |        |        |        |
|  |                  |                  |                  |                  | VGA Saint-Maur | VGA Saint-Maur | 3            | 3            |              |              |  |  |         |        |        |        |
|  |                  |                  | Poissy JSF       | Poissy JSF       | 0              | 0              |              |              |              |              |  |  |         |        |        |        |
|  | 3e gr.B          | ASJ Soyaux       | Poissy JSF       | Poissy JSF       | 0              | 0              | 2            | 1            |              |              |  |  |         |        |        |        |
|  | 3e gr.B          | ASJ Soyaux       |                  |                  |                |                |              |              |              |              |  |  |         |        |        |        |
|  | 1er gr.A         | FC Lyon          | 2                | 1                |                |                |              |              |              |              |  |  |         |        |        |        |
|  | 1er gr.A         | FC Lyon          | 2                | 1                | FC Lyon        | FC Lyon        | 1            | 2            |              |              |  |  |         |        |        |        |
|  |                  |                  |                  |                  | FC Lyon        | FC Lyon        | 1            | 2            |              |              |  |  |         |        |        |        |
|  |                  |                  | Poissy JSF       | Poissy JSF       | 0              | 4              |              |              |              |              |  |  |         |        |        |        |
|  | 1er gr.B         | US Montfaucon    | Poissy JSF       | Poissy JSF       | 0              | 4              | 1            | 0            |              |              |  |  |         |        |        |        |
|  | 1er gr.B         | US Montfaucon    |                  |                  |                |                |              | 0            |              |              |  |  |         |        |        |        |
|  | 3e gr.C          | Poissy JSF       | 1                | 3                |                |                |              |              |              |              |  |  |         |        |        |        |
|  | 3e gr.C          | Poissy JSF       | 1                | 3                |                |                |              |              |              |              |  |  |         |        |        |        |
|  |                  |                  |                  |                  |                |                |              |              |              |              |  |  |         |        |        |        |

## Bilan de la saison
| Championnat de France féminin de football 1989-1990 |                           |
| Champion                                            | VGA Saint-Maur (6e titre) |
| Dauphin                                             | Poissy JSF                |
| Promotions et relégations                           |                           |
| Promus en Division 1                                | US Villers-les-Pots       |
| Promus en Division 1                                | PF Cavaillon              |
| Promus en Division 1                                | CS Blanc Mesnil           |
| Promus en Division 1                                | AS Nancy-Lorraine         |
| Promus en Division 1                                | US Mans                   |
| Promus en Division 1                                | CBOSL Football            |
| Relégués en Division d'Honneur                      | UFF Besançon              |
| Relégués en Division d'Honneur                      | FCF Balma                 |
| Relégués en Division d'Honneur                      | US Montfaucon             |
| Relégués en Division d'Honneur                      | ESTC Poitiers             |
| Relégués en Division d'Honneur                      | AO Boranaise              |
| Relégués en Division d'Honneur                      | SPO Rouen                 |